# 島袋宗康
島袋 宗康（しまぶく そうこう、男性、1926年10月5日 - 2022年12月9日）は、日本の政治家。沖縄社会大衆党名誉顧問。元参議院議員（2期）・沖縄社会大衆党委員長。姓は琉球語読み（沖縄の名字）で、日本語読みは「しまぶくろ」とも。

## 略歴
沖縄県那覇市出身。
1969年、那覇市議会議員に当選し4期務めた。
1984年、沖縄県議会議員に当選し2期務めた。
1989年から約15年間、沖縄社会大衆党委員長を務めた。
1992年の第16回参院選では第二院クラブ公認で革新共闘の統一候補として沖縄県選挙区に立候補し、PKO法反対などを訴え、341票の僅差で自民党の大城真順を破り初当選。1人区では唯一の野党が獲得した議席となった。また、党公認としては、20年ぶりの国政での議席となった。国会では第二院クラブの会派「二院クラブ」に所属した。
1997年、政府は沖縄の米軍用地特別措置法（日本国とアメリカ合衆国との間の相互協力及び安全保障条約第六条に基づく施設及び区域並びに日本国における合衆国軍隊の地位に関する協定の実施に伴う土地等の使用等に関する特別措置法）改定案を出した。米軍基地の地主が、契約期限切れ後の更新を拒否した場合でも、収用委員会の審理中は補償を行うことで「暫定使用」を引き続き可能とするもので、さらに委員会が使用を却下しても、防衛施設局長が審査請求を行う間は引き続き使用を可能にした。島袋は同法案に強く反対し、橋本龍太郎内閣総理大臣と激しく論戦を交わした（法案は自民、新進、民主、太陽、さきがけの賛成で成立）。
1998年の第18回参院選では無所属として立候補し、再選。二院クラブが議席を失った2001年以降は無所属の会およびその系列会派「国会改革連絡会」に所属。
2003年、静岡空港建設反対の国会議員署名活動で署名者に加わっている。
2004年に引退し、社大党副委員長である糸数慶子が後継として第20回参院選に立候補し、当選した。
2005年、旭日中綬章受章。
2022年12月9日、老衰のため那覇市の自宅で死去。96歳没。死没日付をもって従四位に叙された。

## 不祥事
- 政治家の年金未納問題が注目された際に年金の未納が発覚している[5]。